# Gloydius saxatilis
Espèce
Synonymes
- Ancistrodon intermedius Boulenger, 1896
- Ancistrodon saxatilis Emelianov, 1937
- Agkistrodon saxatilis (Emelianov, 1937)
- Agkistrodon shedaoensis continentalis Zhao, 1980

Statut de conservation UICN

 LC  : Préoccupation mineure
Gloydius saxatilis est une espèce de serpents de la famille des Viperidae.

## Répartition
Cette espèce se rencontre :
- en Corée du Nord ;
- en Corée du Sud ;
- dans le nord-est de la Chine ;
- dans l'est de la Russie.

## Description
C'est un serpent venimeux. Il est parfois appelé "crotale sept-étapes", du fait de son puissant venin qui immobilise sa victime en sept phases successives.

## LeGloydius saxatiliset l'Homme
Ce serpent fuit les humains à moins d'être provoqué. Son venin est étudié par l'industrie pharmaceutique. En 2018, un Gloydius sawatilis qui s'était échappé d'un laboratoire en Belgique a été tué à coup de pelles par un riverain.
Il est ovovivipare. Le Gloydius saxatilis donne naissance à une dizaine de petits par portée.

## Liste des sous-espèces
Selon The Reptile Database (14 février 2014) :
- Gloydius saxatilis saxatilis (Emelianov, 1937)
- Gloydius saxatilis changdaoensis Li, 1999

## Publications originales
- Emelianov, 1937 : Bulletin of the Far Eastern Branch of the Russian Academy of Sciences, vol. 24, p. 19-40.
- Li, 1999 : Infraspecific classification of two species of Gloydius (Serpentes: Crotalinae). Acta Zootaxonomica Sinica, vol. 24, no 4, p. 454-460.